# AFI's 100 Years...100 Thrills

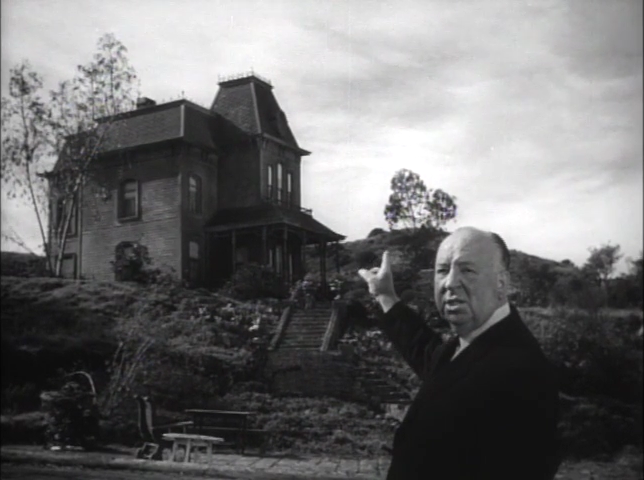
Alfred Hitchcock i filmtrailern till skräckfilmen Psycho, som placerade sig på första plats. Nio av filmerna på listan är regisserade av Hitchcock.

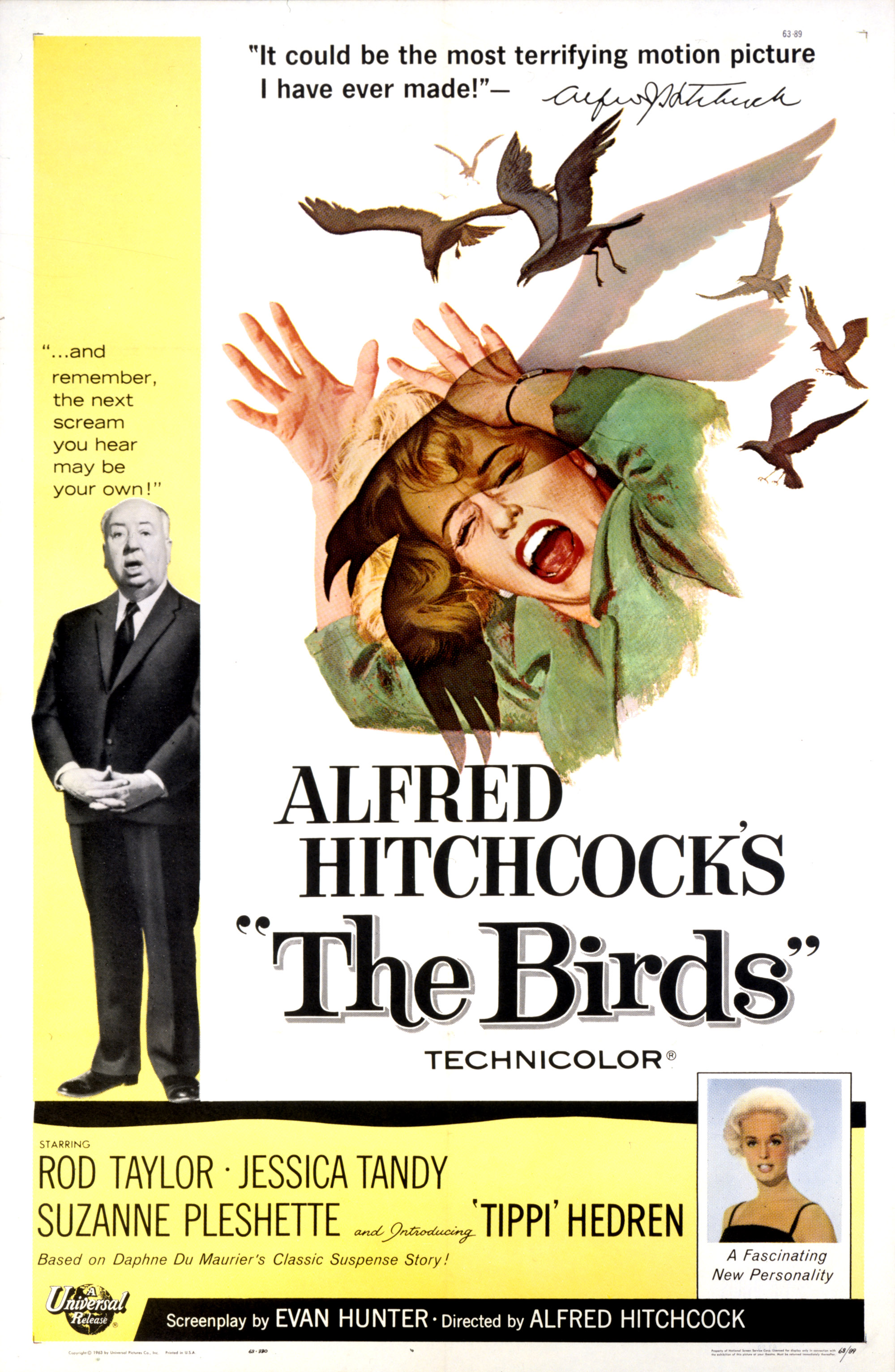
Skräck-thrillern Fåglarna placerade sig på plats nummer sju.

AFI's 100 Years…100 Thrills är en lista över de 100 bästa spännande, actionfyllda, nervkittlande eller skrämmande amerikanska filmerna. 
Listan röstades fram av 1800 filmkritiker, filmhistoriker och branschfolk från filmindustrin. AFI presenterade en lista med fyra kriterier som de som skulle rösta fick ta hänsyn till. Totalt nominerades 400 filmer.
Listan presenterades av American Film Institute i ett TV-program på CBS den 12 juni 2001 med Harrison Ford som värd.
Nio Alfred Hitchcock-filmer placerade sig på listan, vilket gör honom till den mest representerade regissören.

## Lista

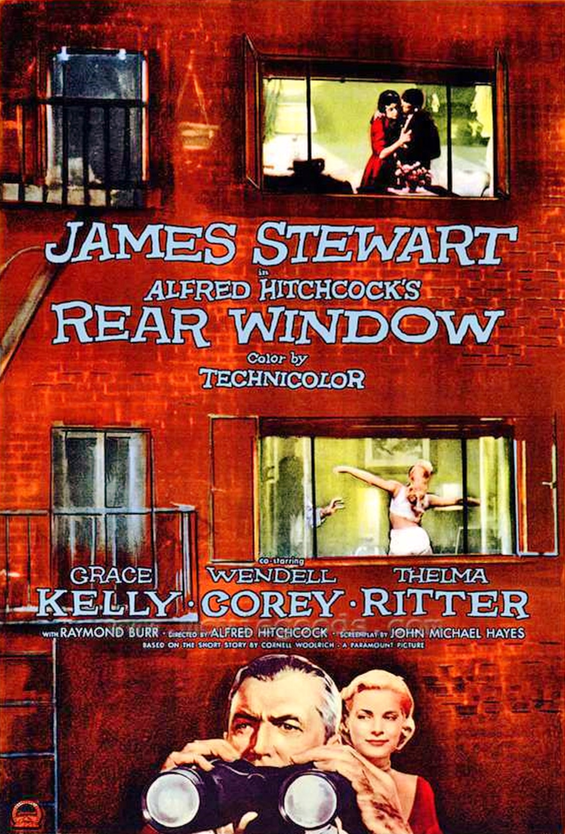
Thrillern Fönstret åt gården placerade sig på plats nummer 14.

Science fiction-filmen Stjärnornas krig hamnade på plats 27.

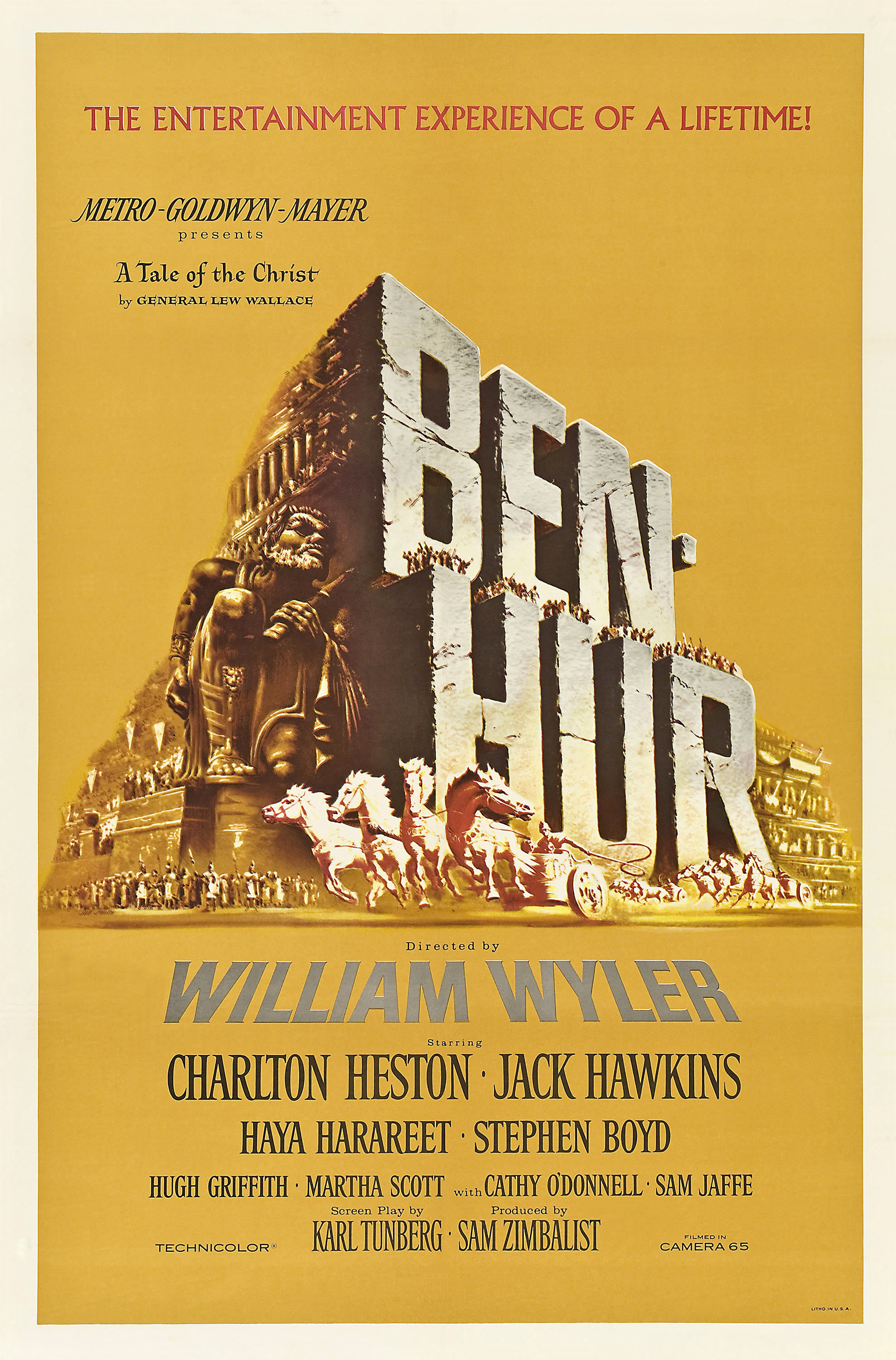
Dramafilmen Ben-Hur placerade sig på plats 49.

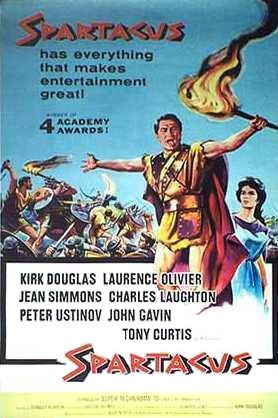
Dramafilmen Spartacus landade på plats 62.

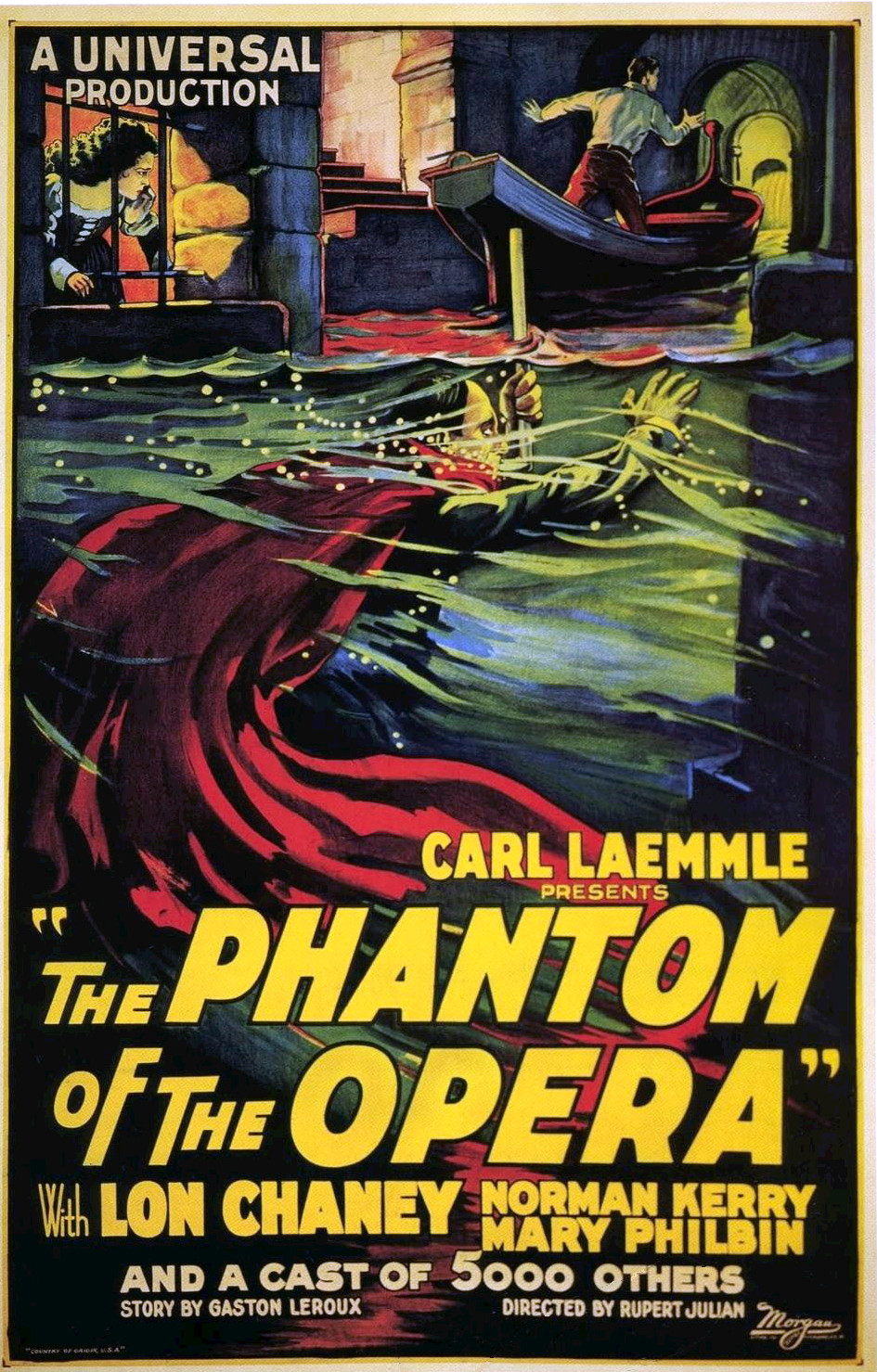
Skräckfilmen Fantomen på Stora operan placerade sig på plats nummer 83.

| #    | Film                            | Regissör                    | År   |
| ---- | ------------------------------- | --------------------------- | ---- |
| 1.   | Psycho                          | Alfred Hitchcock            | 1960 |
| 2.   | Hajen                           | Steven Spielberg            | 1975 |
| 3.   | Exorcisten                      | William Friedkin            | 1973 |
| 4.   | I sista minuten                 | Alfred Hitchcock            | 1959 |
| 5.   | När lammen tystnar              | Jonathan Demme              | 1991 |
| 6.   | Alien                           | Ridley Scott                | 1979 |
| 7.   | Fåglarna                        | Alfred Hitchcock            | 1963 |
| 8.   | French Connection               | William Friedkin            | 1971 |
| 9.   | Rosemarys baby                  | Roman Polanski              | 1968 |
| 10.  | Jakten på den försvunna skatten | Steven Spielberg            | 1981 |
| 11.  | Gudfadern                       | Francis Ford Coppola        | 1972 |
| 12.  | King Kong                       | Merian C. Cooper            | 1933 |
| 13.  | Bonnie och Clyde                | Arthur Penn                 | 1967 |
| 14.  | Fönstret åt gården              | Alfred Hitchcock            | 1954 |
| 15.  | Den sista färden                | John Boorman                | 1972 |
| 16.  | Chinatown                       | Roman Polanski              | 1974 |
| 17.  | Hjärntvättad                    | John Frankenheimer          | 1962 |
| 18.  | Studie i brott                  | Alfred Hitchcock            | 1958 |
| 19.  | Den stora flykten               | John Sturges                | 1963 |
| 20.  | Sheriffen                       | Fred Zinnemann              | 1952 |
| 21.  | A Clockwork Orange              | Stanley Kubrick             | 1971 |
| 22.  | Taxi Driver                     | Martin Scorsese             | 1976 |
| 23.  | Lawrence av Arabien             | David Lean                  | 1962 |
| 24.  | Kvinna utan samvete             | Billy Wilder                | 1944 |
| 25.  | Titanic                         | James Cameron               | 1997 |
| 26.  | Riddarfalken från Malta         | John Huston                 | 1941 |
| 27.  | Stjärnornas krig                | George Lucas                | 1977 |
| 28.  | Farlig förbindelse              | Adrian Lyne                 | 1987 |
| 29.  | The Shining                     | Stanley Kubrick             | 1980 |
| 30.  | Deer Hunter                     | Michael Cimino              | 1978 |
| 31.  | Närkontakt av tredje graden     | Steven Spielberg            | 1977 |
| 32.  | Främlingar på tåg               | Alfred Hitchcock            | 1951 |
| 33.  | Jagad                           | Andrew Davis                | 1993 |
| 34.  | Trasdockan                      | Charles Laughton            | 1955 |
| 35.  | Jurassic Park                   | Steven Spielberg            | 1993 |
| 36.  | Bullitt                         | Peter Yates                 | 1968 |
| 37.  | Casablanca                      | Michael Curtiz              | 1942 |
| 38.  | Notorious!                      | Alfred Hitchcock            | 1946 |
| 39.  | Die Hard                        | John McTiernan              | 1988 |
| 40.  | År 2001 – ett rymdäventyr       | Stanley Kubrick             | 1968 |
| 41.  | Dirty Harry                     | Don Siegel                  | 1971 |
| 42.  | Terminator                      | James Cameron               | 1984 |
| 43.  | Trollkarlen från Oz             | Victor Fleming              | 1939 |
| 44.  | E.T. the Extra-Terrestrial      | Steven Spielberg            | 1982 |
| 45.  | Rädda menige Ryan               | Steven Spielberg            | 1998 |
| 46.  | Carrie                          | Brian De Palma              | 1976 |
| 47.  | Världsrymden anfaller           | Don Siegel                  | 1956 |
| 48.  | Slå nollan till polisen         | Alfred Hitchcock            | 1954 |
| 49.  | Ben-Hur                         | William Wyler               | 1959 |
| 50.  | Maratonmannen                   | John Schlesinger            | 1976 |
| 51.  | Tjuren från Bronx               | Martin Scorsese             | 1980 |
| 52.  | Rocky                           | John G. Avildsen            | 1976 |
| 53.  | Pulp Fiction                    | Quentin Tarantino           | 1994 |
| 54.  | Butch Cassidy och Sundance Kid  | George Roy Hill             | 1969 |
| 55.  | Nattens ögon                    | Terence Young               | 1967 |
| 56.  | Frankenstein                    | James Whale                 | 1931 |
| 57.  | Alla presidentens män           | Alan J. Pakula              | 1976 |
| 58.  | Bron över floden Kwai           | David Lean                  | 1957 |
| 59.  | Apornas planet                  | Franklin J. Schaffner       | 1968 |
| 60.  | Sjätte sinnet                   | M. Night Shyamalan          | 1999 |
| 61.  | Farlig främling                 | J. Lee Thompson             | 1962 |
| 62.  | Spartacus                       | Stanley Kubrick             | 1960 |
| 63.  | Vad hände med Baby Jane?        | Robert Aldrich              | 1962 |
| 64.  | En djävulsk fälla               | Orson Welles                | 1958 |
| 65.  | 12 fördömda män                 | Robert Aldrich              | 1967 |
| 66.  | Matrix                          | The Wachowskis              | 1999 |
| 67.  | Sierra Madres skatt             | John Huston                 | 1948 |
| 68.  | Alla helgons blodiga natt       | John Carpenter              | 1978 |
| 69.  | Det vilda gänget                | Sam Peckinpah               | 1969 |
| 70.  | En satans eftermiddag           | Sidney Lumet                | 1975 |
| 71.  | Goldfinger                      | Guy Hamilton                | 1964 |
| 72.  | Plutonen                        | Oliver Stone                | 1986 |
| 73.  | Laura                           | Otto Preminger              | 1944 |
| 74.  | Blade Runner                    | Ridley Scott                | 1982 |
| 75.  | Den tredje mannen               | Carol Reed                  | 1949 |
| 76.  | Thelma & Louise                 | Ridley Scott                | 1991 |
| 77.  | Terminator 2 – Domedagen        | James Cameron               | 1991 |
| 78.  | Gasljus                         | George Cukor                | 1944 |
| 79.  | 7 vågade livet                  | John Sturges                | 1960 |
| 80.  | Rebecca                         | Alfred Hitchcock            | 1940 |
| 81.  | Omen                            | Richard Donner              | 1976 |
| 82.  | Mannen från Mars                | Robert Wise                 | 1951 |
| 83.  | Fantomen på Stora operan        | Rupert Julian               | 1925 |
| 84.  | Poltergeist                     | Tobe Hooper                 | 1982 |
| 85.  | Mysteriet Dracula               | Tod Browning                | 1931 |
| 86.  | Dorian Grays porträtt           | Albert Lewin                | 1945 |
| 87.  | Fantomen från Mars              | Christian Nyby              | 1951 |
| 88.  | 12 edsvurna män                 | Sidney Lumet                | 1957 |
| 89.  | Kanonerna på Navarone           | J. Lee Thompson             | 1961 |
| 90.  | SOS Poseidon                    | Ronald Neame                | 1972 |
| 91.  | Braveheart                      | Mel Gibson                  | 1995 |
| 92.  | Het puls                        | Lawrence Kasdan             | 1981 |
| 93.  | Night of the Living Dead        | George A. Romero            | 1968 |
| 94.  | Kinasyndromet                   | James Bridges               | 1979 |
| 95.  | Full Metal Jacket               | Stanley Kubrick             | 1987 |
| 96.  | Blue Velvet                     | David Lynch                 | 1986 |
| 97.  | Upp genom luften                | Fred C. Newmeyer Sam Taylor | 1923 |
| 98.  | Blood Simple                    | Joel Coen Ethan Coen        | 1984 |
| 99.  | Speed                           | Jan de Bont                 | 1994 |
| 100. | Robin Hoods äventyr             | Michael Curtiz              | 1938 |

## Kriterier
- Filmen måste vara en spelfilm, åtminstone 60 minuter lång.
- Filmen måste helt eller delvis vara en amerikansk filmproduktion och engelskspråkig.
- Thrills: Oavsett genre ska filmen vara adrenalinframkallande for både kropp och sinne och ha en konstnärlig kvalitet.
- Arv: Filmen måste ha lyft och berikat amerikansk film och fortsätta att inspirera såväl filmbransch som publik.